# Austrochrysa apoana
Austrochrysa apoana är en insektsart som först beskrevs av Banks 1937.  Austrochrysa apoana ingår i släktet Austrochrysa och familjen guldögonsländor. Inga underarter finns listade i Catalogue of Life.